# Российско-чеченский конфликт

Флаг Чеченской Республики Ичкерия

Российско-чеченский конфликт (чечен. нохчийн-оьрсийн дов) — острый политический конфликт между Россией, пророссийскими чеченцами (с одной стороны) и чеченскими сепаратистами (с другой стороны) в 1990-х и 2000-х годах. Начался после распада СССР, когда в бывшей Чечено-Ингушской АССР резко усилилось сепаратистское движение, что привело к провозглашению непризнанной Чеченской Республики Ичкерия, а также к вооружённым конфликтам внутри неё и с Россией. Наиболее ожесточённые бои происходили во время Первой (1994—1996) и Второй (1999—2000) чеченских войн.
Итогом первой войны стало подписание Хасавюртовских соглашений. Впервые чеченские власти заключили договор с российскими властями, основываясь на принципах международного права; это было закреплено в договоре от 12 мая 1997 года между РФ и ЧРИ. В то же время окончательная договорённость о статусе Чечни была отложена до декабря 2001. Последовал вывод российских войск. Чечня вновь стала де-факто независимой, но разрушенные дома и сёла не восстанавливались.
Вторая война началась 7 августа 1999 года и длилась до 16 апреля 2009 года (активные боевые действия — до весны 2000 года). При помощи бывшего муфтия ЧРИ Ахмата Кадырова власть ЧРИ была свергнута в 2000 году, но боевые действия в форме партизанской войны продолжались де-юре до 2009 года, а де-факто ещё дольше.
Президент ЧРИ Аслан Масхадов погиб в 2005 году, а полевой командир Шамиль Басаев ― в 2006 году.

## Зарождение сепаратизма во время Перестройки
Российско-чеченский конфликт в его современном виде (с поднятием вопроса о независимости Чечни или сохранении её в составе России) в начале 1990-х ещё не рассматривался: лидеры Чечни не являлись сепаратистами, более того, многие из лидеров Чечни поддерживали зарождение и развитие российских демократических институтов (в том числе в форме выступления в рядах путчистов и сопротивления ГКЧП). Однако команда президента Бориса Ельцина специфики Чечни не понимала и рассматривала её как обычный регион Российской Федерации. В частности, как заявлял бывший глава кремлёвской администрации Сергей Филатов: «Москва проявила большую безграмотность. Мало кто знал историю Чечни, особенности чеченского народа, его характера, менталитета».
Среди лидеров Чечни были такие, как Зелимхан Яндарбиев, деятель Союза писателей, поэт «из рабочих» Яндарбиев убедил в необходимости вернуться на родину и возглавить национально-освободительное движение, единственного в Советской Армии этнического чеченца-генерала — Джохара Дудаева, командовавшего в Тарту (Эстония) дивизией стратегических бомбардировщиков.
Хотя в начале дудаевское движение получило поддержку новой российской власти, оно быстро её утеряло, приобретя характер национально-сепаратистского и получив поддержку среди тех чеченцев, которые в предыдущие десятилетия Советской власти так и не вошли в «новую историческую общность людей — советский народ».
Среди молодых активистов национально-освободительного движения были и те, кто получил образование в Москве, познакомившись здесь с самиздатом (в том числе с книгами известного чеченца-советолога А. Авторханова), но не успел ещё влиться в местную номенклатуру. Разумеется, вспомнили о Кавказской войне XIX века, о депортации 1944 года и 13 годах в Казахстане.
События 1980-х и начала 1990-х годов характеризовались большим количеством жертв среди населения, военных и правоохранительных органов, а также этническими чистками со стороны участников бандформирований.
27 ноября 1990 была заявлена идея создания чеченского государства «Нохчи-Чо» и выхода его не только из состава России, но и из СССР.
27 ноября 1990 года Верховный Совет Чечено-Ингушской АССР, избранный в марте того же года, принял Декларацию о государственном суверенитете Чечено-Ингушской Республики. Чечено-Ингушетия объявлялась суверенным государством, которое будет подписывать союзный и федеративный договоры на равноправной основе. По настоянию ингушских депутатов в документе была сделана оговорка о том, что республика не подпишет договоры до тех пор, пока не будут возвращены ингушские земли Пригородного района.
В начале 1991 года чечено-ингушское руководство отказалось проводить на своей территории референдум о целостности СССР, инициированный Михаилом Горбачёвым. Это было ещё до появления генерала Дудаева на политической сцене, когда республикой руководил Доку Завгаев. Отказ мотивировался тем, что Северная Осетия отказывалась вернуть ингушам Пригородный район — территорию, на которой ингуши проживали в бывших казачьих станицах после уничтожения казачества вплоть до депортации 1944 года и которая после 1944 года была передана в состав Северной Осетии, хотя первоначально часть этих территорий принадлежали ингушам. Таким образом, сознательно и целенаправленно осуществлялась дестабилизация обстановки, взращивались экстремистские настроения и их лидеры.
8 июня 1991 года по инициативе Джохара Дудаева в Грозном собралась часть делегатов Первого чеченского национального съезда, которая провозгласила себя Общенациональным конгрессом чеченского народа (ОКЧН). Вслед за этим была провозглашена Чеченская Республика (Нохчи-Чо), а руководители Верховного Совета республики были объявлены «узурпаторами».

## Провозглашение независимости
В июле 1991 года второй съезд ОКЧН заявляет, что Чеченская Республика (Нохчи-Чо) не входит в состав РСФСР и СССР.
6 сентября 1991 в Грозном был совершён вооружённый переворот — Верховный Совет ЧИАССР был разогнан членами бандформирований, созданных Исполкомом Общенационального конгресса чеченского народа. Более 40 депутатов парламента были избиты, а председателя горсовета Грозного Виталия Куценко сепаратисты выбросили из окна, и позже добили в больнице. Доку Завгаев подал в отставку с поста председателя Верховного Совета автономной республики под давлением митингующих. В качестве предлога было использовано то, что 19 августа 1991 Верховный Совет Чечено-Ингушетии, в отличие от российского руководства, якобы поддержал действия ГКЧП, чего не нашло подтверждения в расследовании комиссии Госдумы по исследованию причин и обстоятельств возникновения кризисной ситуации в Чечне во главе со Станиславом Говорухиным.
15 сентября 1991 г. под руководством прибывшего в Грозный председателя Верховного Совета РСФСР Руслана Хасбулатова в отсутствие кворума состоялась последняя сессия Верховного Совета Чечено-Ингушетии, принявшая решение о самороспуске. В результате переговоров между Русланом Хасбулатовым и лидерами Исполкома ОКЧН в качестве временного органа власти на период до выборов (назначенных на 17 ноября) был сформирован Временный Высший Совет ЧИАССР (ВВС) из 32 депутатов, сокращённый вскоре до 13 депутатов, затем — до 9.
Председателем Временного Высшего Совета ЧИАССР был избран заместитель председателя Исполкома ОКЧН Хусейн Ахмадов, заместителем председателя ВВС — помощник Хасбулатова Юрий Чёрный.
В Назрани чрезвычайный съезд депутатов Ингушетии всех уровней провозгласил Ингушскую Республику в составе РСФСР.
17 сентября исполком ОКЧН назначил дату проведения выборов президента и парламента самопровозглашенной республики. Также исполком создал Центральную избирательную комиссию Чечни.
К началу октября 1991 года во ВВС возник конфликт между сторонниками Исполкома ОКЧН (4 члена во главе с Хусейном Ахмадовым) и его противниками (5 членов во главе с Юрием Чёрным). Хусейн Ахмадов от имени всего ВВС издал ряд законов и постановлений, создававших правовую базу для деятельности Исполкома ОКЧН в качестве высшего органа власти, а 1 октября 1991 года объявил о разделении Чечено-Ингушской Республики на независимую Чеченскую Республику (Нохчи-чо) и Ингушскую автономную республику в составе РСФСР. Согласно ст. 104 Конституции РСФСР принятие решения о разделении республики находилось в исключительном ведении Съезда народных депутатов РСФСР.
4 октября Временный Совет Чечни объявил о прекращении деятельности КГБ Чечено-Ингушетии.
5 октября семеро из девяти членов ВВС приняли решение о смещении Х. Ахмадова и об отмене незаконных актов. В тот же день Национальная гвардия Исполкома ОКЧН захватила здание Дома профсоюзов, в котором заседал ВВС, а также захватила здание КГБ Чечено-Ингушской АССР, ранив подполковника КГБ Аюбова. Прокурора автономной республики Александра Пушкина, назвавшего действия Дудаева незаконными, мятежники схватили и неделю продержали в подвале.
6 октября Исполком ОКЧН объявил о роспуске ВВС («за подрывную и провокационную деятельность») и принял на себя функции «революционного комитета на переходный период со всей полнотой власти». На следующий день Временный Высший Совет принял решение о возобновлении деятельности в полном составе (32 депутата). Председателем ВВС был избран юрист Бадруддин Бахмадов.
8 октября Президиум Верховного Совета РСФСР объявил Временный Высший Совет единственным законным органом государственной власти на территории Чечено-Ингушетии впредь до избрания нового состава Верховного Совета автономной республики, который так и не будет избран.
9 октября в ответ на принятие Президиумом ВС РСФСР постановления «О политической ситуации в Чечено-Ингушской Республике» президиум ОКЧН объявил мобилизацию всех лиц мужского пола от 15 до 55 лет, привел в боевую готовность Национальную гвардию, принял постановление с призывом к вооружённому захвату власти в республике вплоть до военной конфронтации с Центром, расценил постановление президиума российского парламента как вмешательство во внутренние дела Чечни.
10 октября в Грозном начались два митинга. Сторонники ОКЧН собрались на площади Свободы. Те, кто симпатизировал оппозиции, пришли на площадь им. шейха Мансура (бывшая пл. Ленина). Эти площади расположены в нескольких минутах ходьбы друг от друга, так что обстановка стала предельно взрывоопасной. В ходе оппозиционного митинга было создано коалиционное «Движение за сохранение Чечено-Ингушетии (ДСЧИ)». После того, как Борис Ельцин назначил своим представителем в Чечено-Ингушетии Ахмета Арсанова, митинг оппозиции пополнился членами крупнейшей религиозной общины республики — последователями шейха Дени Арсанова. Старейшины общины Арсановых вошли в ДСЧИ. Возглавил движение брат Арсанова Ильяс Хаджи Арсанов. Секретарем Движения стал писатель Вахид Имаев. В поддержку ДСЧИ выступили Народный Совет Ингушетии, ряд сельских районов и коллективов грозненских предприятий.
15 октября председатель КГБ РСФСР Виктор Иваненко направил в Грозный телефонограмму, в котором говорилось, что «с целью исключить попытки втягивания сотрудников КГБ в политическое противоборство, руководство КГБ России приняло решение о приостановлении деятельности КГБ Чечено-Ингушетии до 27 октября 1991 года». Приказом председателя КГБ РСФСР временное исполнение обязанностей председателя КГБ Чечено-Ингушской АССР возложено на заместителя председателя комитета подполковника Ахмета Хатаева.
В тот же день Дудаев призвал чеченское население готовиться к войне, так как «вокруг республики, в частности, в Дагестане, Северной Осетии уже приготовлены войска, которые по первому сигналу ринутся на республику».
19 октября Президент РСФСР Борис Ельцин обратился к лидерам Исполкома ОКЧН с требованием прекратить противоправные действия и безоговорочно подчиниться закону, освободить захваченные здания, сдать оружие и предложил совместно с ВВС выработать пути политического разрешения возникшего конституционного кризиса. На следующий день на центральной площади Свободы в Грозном участники митинга выступили в поддержку избрания на пост президента Чечни Джохара Дудаева. Прозвучала резкая критика в адрес руководства РСФСР за, как считали митингующие, вмешательство во внутренние дела суверенной республики.
27 октября 1991 Джохар Дудаев был избран президентом Чеченской Республики. По данным Центризбиркома самопровозглашенной республики, в выборах приняли участие 72 % избирателей, за Д. Дудаева проголосовали 90,1 %.
В чеченской части Чечено-Ингушетии также прошли выборы парламента Чеченской Республики.
28 октября совместная сессия Исполкома ОКЧН, членов парламента, Совета старейшин, представителей духовенства, общественно-политических партий и движений приняла постановление, в котором выборы Президента Чечни признаются действительными и законными. В Грозном прошел митинг, организованный Комитетом общественного движения за демократические реформы, с требованиями проведения референдума по вопросу президентства в Чечено-Ингушетии, признания незаконными выборы 27 октября, недопущения выхода республики из РСФСР и её раздела.
ВВС и его сторонники объявили выборы 27 октября сфальсифицированными и отказались признать их итоги. Не признали результаты выборов Совет министров Чечено-Ингушетии, руководители предприятий и ведомств, руководители ряда районов автономной республики. 2 ноября Съезд народных депутатов РСФСР официально заявил о непризнании этих выборов, так как они прошли с нарушениями действующего законодательства. Дудаеву отказался подчиняться Надтеречный район.
Первым своим указом от 1 ноября 1991 Дудаев снова провозгласил независимость Чеченской Республики (Нохчи-Чо) (ЧРН) от РСФСР и СССР, что не было признано ни российскими властями, ни какими-либо иностранными государствами.
7 ноября издан указ президента РСФСР о введении чрезвычайного положения на территории Чечено-Ингушетии, однако в ответ на этот указ проходят акции протеста, блокирование зданий МВД, требования к личному составу МВД присягнуть Дудаеву, блокирование расположения полка ВВ, дислоцированного в Грозном. В Чечено-Ингушетию была направлена оперативная группа во главе с заместителем министра внутренних дел РСФСР генералом Вячеславом Комиссаровым. Совет Министров Чечено-Ингушской Республики направил в адрес российского парламента и президента России требование немедленно отменить чрезвычайное положение. Лидеры оппозиционных партий и движений заявили о поддержке президента Дудаева и его правительства, взявшего на себя миссию защиты суверенитета Чечни. Временный Высший Совет Чечено-Ингушетии и его ополчение распались в первые дни кризиса.
8—9 ноября на военном аэродроме Ханкала близ Грозного приземлились два военно-транспортных самолёта с отрядами спецназа на борту, но без оружия. Планировалось, что спецназ будет вооружен со складов местного гарнизона. Однако аэродром блокируется гвардейцами Дудаева, выход из самолётов невозможен, поэтому утром 9 ноября самолёты улетают.
8 ноября чеченские гвардейцы блокировали здания МВД и КГБ, а также военные городки. В блокаде использовались мирные жители и бензовозы.
11 ноября Верховный Совет РСФСР отказался утвердить указ президента Ельцина о введении чрезвычайного положения в Чечено-Ингушетии. В ответ на это Ахмет Арсанов сложил с себя полномочия представителя Президента РСФСР. На следующий день в Грозном был убит майор КГБ Чечено-Ингушетии Виктор Толстенев.
19 ноября северо-осетинские власти выставили на границе с Чечено-Ингушетией 8 постов с 13 единицами бронетехники для охраны от возможного проникновения в республику.
25 ноября в Грозном перед зданием парламента проходил митинг заключенных, самовольно покинувших места отбывания наказаний. Главное требование беглецов — немедленная амнистия всех осужденных, поскольку «их судили по несправедливым законам коммунистической системы».
27 ноября Д. Дудаев издал указ о национализации вооружения и техники воинских частей, находящихся на территории республики.
29 ноября парламент Чечни принял постановление об упразднении в республике существующих органов власти ЧИАССР и создании комитетов местного самоуправления, действующих до выборов местных органов власти.
30 ноября — 1 декабря 1991 г. в трёх ингушских районах Чечено-Ингушетии — Малгобекском, Назрановском и Сунженском — прошел референдум «О создании Ингушской Республики в составе РСФСР с возвратом незаконно отторгнутых ингушских земель и со столицей в г. Владикавказ». В референдуме участвовали 75 % ингушского населения, 90 % высказались «за».
24 декабря Временный Совет Чечни принял решение о запрете деятельности профсоюзов и аресте их банковских счетов.

## После распада СССР
В начале 1992 года оппозиция, придя в себя после ноябрьского поражения, перенесла центр своей активности из Грозного на периферию. К февралю им удалось укрепить свои позиции в пяти из 12 районов Чечено-Ингушетии: Шалинском, Ачхой-Мартановском, Грозненском, Сунженском и Надтеречном. Эти районы стали оплотом оппозиции, прежде всего Координационного комитета по восстановлению конституционного строя в Чечено-Ингушской ССР и общества им. шейха Мансура. Но противостояние до поры до времени носило латентный характер: Дудаев не рисковал идти на открытое подавление своих противников, несмотря на численный перевес своих вооружённых формирований.
25 января 1992 Дудаев издал распоряжение, в котором приказал Управлению Центрального Банка РСФСР по Чечено-Ингушетии прекратить все виды платежей в российский бюджет, а поступающие на территорию Чечено-Ингушетии платежи зачислять в бюджет самопровозглашённой Чеченской Республики.
8-9 февраля происходит разгром и сожжение военного городка внутренних войск, серия нападений на войсковые части Советской Армии с целью захвата оружия и боеприпасов (более 1000 единиц оружия, 46 тонн боеприпасов). Разрушается дорогостоящая боевая техника. Эвакуация семей военнослужащих. Убито 10, ранено 14 человек.
2 марта 1992 года в Лондоне армянской разведкой были убиты Руслан и Назарбек Уциевы, где первый являлся заместителем военного совета самопровозглашенной республики. У братьев было задание чеченского правительства провести переговоры о печатании чеченских денег и паспортов, а также договориться о поставках 2 тысяч портативных ракет «Стингер» типа «земля — воздух» для Азербайджана.
Весной 1992 года в Сочи и Дагомысе состоялись два раунда переговоров между группами экспертов Верховного Совета РСФСР и Парламента Чечни, однако к конкретным соглашениям стороны не пришли.
С марта 1992 г. по январь 1993 г. проведено несколько (в целом безуспешных) раундов консультаций и переговоров между российской и чеченской делегациями, посвящённых урегулированию отношений.
2 марта 1992 чеченский парламент принял конституцию республики, объявив Чеченскую Республику «суверенным демократическим правовым государством, созданным в результате самоопределения чеченского народа».
31 марта предпринята первая вооружённая вылазка против Дудаева: захват антидудаевской оппозицией телевидения и радио в г. Грозном с применением огнестрельного оружия (требования отставки Дудаева, роспуска парламента, организации новых всеобщих выборов). На площади перед зданием правительства в поддержку этого выступления состоялся полутора тысячный митинг. Власти были захвачены врасплох. Приблизительно до полудня мятежники имели возможность арестовать Дудаева и его окружение, так как в тот момент достаточных сил для обороны его резиденции у чеченских властей не было.
Спустя некоторое время, воспользовавшись нерешительностью мятежников, Дудаев подтянул верные режиму вооруженные формирования и подавил мятеж. Здания телевидения и радио были взяты штурмом при поддержке бронетранспортёров и БМП. Организаторы и участники выступления покинули Грозный и укрылись в Надтеречном районе. Дудаев назвал эту акцию попыткой государственного переворота и потребовал привлечения виновных к ответственности. Национальная гвардия отбила силовые попытки оппозиции свергнуть власть.
Парламент Чечни перевел под юрисдикцию чеченских властей все воинские части, вооружения и военную технику Вооружённых Сил распавшегося СССР, которые находились на территории самопровозглашённой республики.
26 мая по инициативе чеченской стороны прошли консультации российских и дудаевских экспертных рабочих групп, искавших взаимоприемлемые подходы к началу полномасштабных переговоров по урегулированию отношений Чечни с Москвой, определению статуса Чечни и разработке основ двусторонних отношений. Переговорный процесс пришел в тупик в связи с различиями в исходных посылках сторон.
К 8 июня 1992 года из Чечни были выведены все российские (бывшие советские) войска. Начальник Грозненского гарнизона генерал Петр Соколов по указанию главнокомандующего Объединёнными Вооружёнными силами СНГ маршала Евгения Шапошникова и министра обороны РФ Павла Грачёва оставил в Грозном практически всё вооружение (в том числе танки, бронетехнику, артиллерийские системы, автоматическое оружие, патроны и снаряды).
30 октября 1992 в Пригородном районе Северной Осетии начался вооружённый осетино-ингушский конфликт.
В начале ноября 1992 года российско-чеченские отношения резко обострились из-за ввода российских войск на территорию Ингушетии (в связи с ингушско-осетинским конфликтом) и их продвижения к границам самопровозглашенной Чеченской Республики (Нохчи-Чо).
10 ноября Джохар Дудаев ввёл на территории Чечни чрезвычайное положение в связи с обострением ингушско-осетинского конфликта. В самопровозглашенной республике введена единая мобилизационная система и система самообороны.
13-15 ноября в результате переговоров в Назрани между представителями российского правительства (Е. Гайдар, С. Шахрай, А. Котенков) и представителями руководства ЧРН (Яраги Мамадаев, Ибрагим Сулейменов) было достигнуто соглашение об условиях и порядке разъединения российских войск и чеченских формирований.
15-16 ноября в чеченском руководстве возник острый конфликт между президентом и первым вице-премьером связи с отказом Д. Дудаева признать назрановское соглашение. К исходу 17 ноября согласие по вопросу разъединения войск было достигнуто.
18 ноября была достигнута договорённость между правительственно-парламентскими делегациями Чечни и Российской Федерации о разведении российских и чеченских вооружённых формирований.
19 ноября 1992 распоряжением заместителя председателя правительства РФ С. Шахрая объявлена повышенная боеготовность в районе чечено-ингушского конфликта, во время обострения ингушско-осетинского конфликта российские войска вышли на рубежи Чечни (Сунженский и Малгобекский районы).
С конца 1992 г. обострившиеся внутренние противоречия в Москве и в Грозном уже не давали сторонам ни поля, ни времени для политического манёвра во взаимоотношениях.
Согласно внутрироссийским оценкам, за время нахождения Дудаева у власти процесс вытеснения русских из Чечни принял характер неприкрытого геноцида. Дудаевская Чечня переживала острый социально-экономический кризис: резко снизилось производство, не выплачивались пенсии, закрывались учебные заведения и больницы, безработными оказались 70 % её трудоспособного населения.
Ситуация вокруг Чечни предоставляла возможности для крупномасштабных злоупотреблений и хищений: осуществлялась незаконная торговля оружием, нефтепродуктами и наркотиками, производился беспошлинный ввоз и вывоз товаров. На чеченских НПЗ перерабатывалась западносибирская нефть, а нефтепродукты экспортировались через черноморские порты уже как оффшорная собственность, не облагавшаяся налогами. Почти все многочисленные вооружённые структуры в Чечне занимались хищением нефтепродуктов под видом их охраны. Регулярно подвергались разграблению российские поезда, проходившие транзитом через Чечню: только в 1993 году были совершены нападения на 559 поездов, было разграблено 4000 вагонов. В 1992—1994 годах погибли больше 20 сотрудников железной дороги.
Массовый характер приняли сомнительные финансовые операции (межбанковские переводы несуществующих средств с последующим обналичиванием), в которых принимали участие многие российские и прибалтийские банки и их филиалы в Чечне и соседнем Дагестане — в частности, с помощью так называемых «чеченских» фальшивых авизо. Считается, что таким образом в карманы преступников попало до 5 миллиардов долларов США. Эти средства использовались в ходе приватизации многих российских предприятий. Грозненский аэропорт стал крупнейшим центром контрабанды (в том числе оружия и наркотиков), поскольку на территории Чечни не действовали федеральные таможенные органы. Через Чечню на территорию России ввозились фальшивые доллары и советские рубли из республик бывшего СССР (советские банкноты к тому времени были выведены из обращения в России и не принимались в качестве платёжного средства). Дудаев и его чиновники свободно вылетали за рубеж через российское воздушное пространство. Чечня стала убежищем для многих российских уголовных и экономических преступников, скрывавшихся здесь после совершения преступлений. Здесь процветали похищения и торговля людьми.
9 января 1993 года Чечено-Ингушская Республика юридически прекратила своё существование и создана Чеченская Республика в составе Российской Федерации.
В январе 1993 прошло несколько раундов переговоров парламентских и правительственных делегаций Чечни и федерального центра, но в условиях противостояния Дудаева с собственным парламентом всегда вставал вопрос о полномочиях переговорщиков. Борис Ельцин отказывался лично встречаться с Дудаевым. Некоторые переговорщики открыто говорили о том, что стремятся к войне, чтобы получить от конфликта политические дивиденды, например, Сергей Шахрай в гостях на популярной радиостанции вспоминал следующее о Зелимхане Яндарбиеве:

Что касается Дудаева, то в 93-м году в Грозном, мне, Рамазану Абдулатипову и Валерию Шуйкову удалось подписать соглашение с парламентом Чечни. И Дудаев тогда тоже против этого не возражал о разграничении предметов ведения и полномочий. Мы готовы были этот договор с Грозным подписать. Кстати, именно этот договор в последующем подписал Шаймиев, ну, доведенный до логического конца. Через месяц или 2 после подписания этого документа осенью в Москву явился Яндарбиев. Привез бумагу о том, что они свои подписи под этим документом отзывают. Яндарбиев не скрывал свою концепцию. Он говорил, понимаете, Сергей Михайлович, он и мне это говорил, чеченское общество, общество тейповое, родовое, важны клановые и прочие интересы. Один клан за образование отвечал, другой за МВД, третий ещё за что-то. В такой ситуации Дудаев никто, все решают эти кланы между собой и внутри себя. Нам нужна большая война, чтобы в пламени войны с Россией переплавить, разрушить родовые племенные отношения, а потом мы, говорит, после войны с Россией заключим мир, но мы будем уже демократическим государством, где нужен президент, разделение властей, но хлеще Геббельса. Это была концепция. Им в войне надо было переплавить свои там тейповые отношения. И построить в кавычках гражданское общество.
— Передача "Без дураков" от  02.04.2008, радиостанция "Эхо Москвы"
14 января в Грозном представители России (вице-премьер РФ С. Шахрай, председатель Совета национальностей Верховного Совета РФ Р. Абдулатипов, заместитель министра по делам национальностей РФ С. Шуйков) и Ичкерии (председатель Парламента Х. Ахмадов, первый зам.председателя Парламента Б. Межидов, председатель комитета по иностранным делам Парламента Ю. Сосламбеков, представитель Ичкерии в Москве Ш. Юсупов) подписали протокол о намерениях, в котором подтвердили готовность обсуждать договор о нормализации отношений. В тот же день документ был дезавуирован президентом Дудаевым.
10 февраля на встрече оппозиционных сил Чечни для выработки единой программы выхода из политического и экономического кризиса поставлен вопрос о взаимоотношениях с Россией, высказывались мнения о необходимости проведения референдума по определению формы отношений с Россией.
19 февраля Джохар Дудаев утверждает новую Конституцию и устанавливает режим президентской республики.
22 февраля опросом граждан, в котором из 117 тыс. чел. 112 тыс. граждан Чечни высказались за принятие новой Конституции, которой был установлен режим президентской республики.
15 апреля начался бессрочный митинг оппозиционных Дудаеву партий и движений Чечни на Театральной площади в Грозном.
В обстановке обострившегося кризиса власти 17 апреля 1993 года Джохар Дудаев распустил кабинет министров Чеченской Республики Ичкерия, парламент, Конституционный суд Ичкерии и Грозненское городское собрание, ввёл прямое президентское правление на всей территории Чечни и комендантский час.
25 мая Парламент Ичкерии, назначенное им правительство и муфтият в обращении к гражданам Чечни призвали их встать на защиту конституции, восстановить в самопровозглашенной республике законную власть.
28 мая Конституционный суд Ичкерии вынес решения о признании действий Джохара Дудаева преступными, совершёнными с целью незаконного захвата власти, лишения парламента полномочий.
2 июня 1993 года совершено первое покушение на Дудаева.
4 июня 1993 спецподразделение дудаевской национальной гвардии взяло штурмом здание Грозненского городского собрания, где проходили заседания Парламента и Конституционного суда ЧРИ. В результате погибло 58 человек и ранено около 200. 5-6 июня 1993 года та же гвардия разогнала митинг сторонников парламента. Парламент, Конституционный суд, Грозненское городское собрание были разогнаны; постоянно действующий (с 15 апреля) митинг оппозиции на Театральной площади ввиду угрозы вооружённых столкновений в столице самораспустился.
Назначенный парламентом на 5 июня референдум о доверии президенту и парламенту Чечни и о форме государственного устройства не состоялся — бюллетени были уничтожены вооружёнными сторонниками Д. Дудаева в здании Центризбиркома ЧРИ. В столкновениях погибло, по разным данным, от 7 до 50 человек. Дудаев лишился легальной оппозиции, её вооружённые сторонники отступили в Надтеречный и Урус-Мартановский районы Чечни.
12 июня жители Надтеречного района постановили считать недействительными на территории района все распоряжения Дудаева и возглавляемого им правительства Ичкерии.
17 июня Совет Национальностей Верховного Совета РФ принял заявление, в котором призвал федеральные органы власти незамедлительно предпринять необходимые шаги по нормализации положения в Чечне, защите прав и свобод личности.
23 июля между Ингушетией и непризнанной Ичкерией был заключен Договор «О принципах определения границ Чеченской и Ингушской республик».
7 августа 1993 года второе покушение на Дудаева путём обстрела Дома правительства (в покушении обвинён Б. Гантемиров).
После дудаевского переворота и провозглашения «суверенной Ичкерии» последовала реакция в Ингушетии — здесь состоялся референдум, на котором население республики проголосовало за её самостоятельность в рамках Федерации (то есть отделение от Чечни).
Карательные рейды вооружённых сторонников Д. Дудаева в равнинных районах в июне-августе 1993 г. способствовали перерастанию гражданского противостояния в вооружённый конфликт. Первым вооружённую борьбу против режима Дудаева начал Комитет национального спасения (КНС) во главе с бывшим сторонником президента И. Сулейменовым.
13 октября произошла попытка свержения Правительства Дудаева. Власти Ичкерии отказались от участия в выборах в Государственную Думу РФ (выборы в Чечне не проводились).
6 ноября Борис Ельцин одобряет предложения Сергея Шахрая по урегулированию ситуации вокруг Чечни в контексте новых условий. Предполагалось организовать переговоры, с тем чтобы заставить Чечню снять вопрос о самоопределении вне России «на фоне силового давления» (вплоть до свержения Дудаева и замены его на политиков, лояльных Москве).
16-17 декабря КНС вместе с полевыми командирами чеченских добровольцев в Абхазии окружили резиденцию Дудаева и выдвинули ряд политических требований (в том числе назначить парламентские выборы, разграничить полномочия президента и премьер-министра, создать шариатский суд и пр.). Однако к концу декабря полевые командиры перешли на сторону президента.
16 декабря 1993 г. был создан Временный Совет Чеченской Республики, объединивший оппозиционные Д.Дудаеву силы. Председателем Временного совета избран Умар Автурханов, глава администрации Надтеречного района, полугодом ранее объявившего о неподчинении администрации Дудаева.
Ельцин сделал заявление о закрытии границы с Чечнёй и взятии под контроль проходящих через неё железных дорог.
В январе 1994 г. формирования КНС предприняли попытку атаковать позиции правительственных войск близ Грозного, но 9 февраля И. Сулейменов был захвачен сотрудниками дудаевского департамента госбезопасности, после чего его группировка распалась.
В послании Федеральному Собранию РФ Ельцин заявил, что основой для урегулирования отношений «могут стать проведение в Чечне свободных демократических выборов и переговоры по разграничению полномочий с федеральной властью».
14 апреля Ельцин даёт правительству поручение провести консультации с Грозным и на их основе подготовить договор с Чеченской Республикой.
26 мая и 29 июля 1994 года чеченские экстремисты совершили террористические акты за пределами Чечни. В г. Минеральные Воды дважды состоялся захват заложников, в том числе детей. Погибло 4 человека.
В конце 1993 года оппозиция начала партизанскую войну против Дудаева и летом 1994 года запросила помощи у России, которая была предоставлена, поскольку чеченцы систематически грабили приграничные с Чечнёй территории и занимались всевозможной преступной деятельностью по всей стране.
Летом 1994 года вооружённую оппозицию возглавил Временный Совет Чеченской Республики (ВСЧР).
2 июня отряд Руслана Лабазанова совершил вооружённый налёт на грозненский Дом радио, а 12 июня состоялся митинг вооружённых сторонников оппозиции, предъявивших политические требования к правительству Дудаева. 13 июня вооружённые формирования ЧРИ штурмом взяли базу Лабазанова, отряд которого был рассеян. Погибло несколько десятков человек.
3-4 июня 1994 года Съезд народов Чечни, созванный ВСЧР в селении Знаменском Надтеречного района, выразил недоверие президенту Д. Дудаеву и его администрации и утвердил Временный Совет, до проведения выборов «наделив его полномочиями высшего органа государственной власти».
8 июня заместитель директора, начальник управления ФСК по Москве и Московской области генерал-майор Евгений Савостьянов направил Шахраю совершенно секретное письмо с предложениями по деятельности ФСК в Чечне.
30 июля Временный Совет принял Декрет о власти, которым провозгласил отстранение от должности президента Д. Дудаева и принял на себя «всю полноту государственной власти» в Чеченской Республике.
В июле-августе 1994 года оппозиционная группа бывшего мэра Грозного Бислана Гантамирова установила контроль над г. Урус-Мартаном и основной территорией Урус-Мартановского района, а группа бывшего начальника охраны Дудаева Руслана Лабазанова — над г. Аргун. Одновременно в селении Толстой-Юрт Грозненского района возникла Миротворческая группа Руслана Хасбулатова, который, выступая в качестве руководителя миротворческой миссии, фактически поддерживал требования оппозиции.
2 августа глава Временного совета У. Автурханов обратился к Ельцину с просьбой считать Временный совет единственным законным органом власти в Чечне и оказать ему поддержку. Одной из основных своих задач Временный совет объявил подготовку и проведение выборов и формирование правительства национального возрождения. Дудаев объявляет Автурханова предателем Родины. Кремль фактически признаёт Временный Совет как орган власти Чечни, выделив ему 150 млрд руб. и приняв участие в осуществляемых им вооружённых действиях против правительства Дудаева.
11 августа было объявлено о формировании Временного правительства Чечни в составе России (председатель — директор совхоза Али Алавдинов, вице-премьер — Бадруддин Джамалханов).
15—17 августа происходит договорённость об объединении оппозиционных сил. Верховным главнокомандующим вооружённых формирований оппозиции становится Бислан Гантемиров.
17—20 августа произошла неудачная попытка вооружённых формирований Временного совета Чечни овладеть Грозным (начало гражданской войны).
22 августа бывший председатель Верховного Совета России Руслан Хасбулатов в качестве руководителя миротворческой миссии направил ультиматум Д. Дудаеву с требованием до 25 августа уйти в отставку.
29 августа на встрече лидеров оппозиционных групп (У. Автурханов, Р. Хасбулатов, Р. Лабазанов, Б. Гантамиров) в Надтеречном районе было решено объединить действия противников режима под эгидой Временного Совета. Командующим вооружёнными формированиями оппозиции стал Б. Гантамиров.
В конце августа и сентябре 1994 г. формирования Временного Совета, созданные при содействии российских силовых структур (операцию по вооружению оппозиции курировал начальник Московского управления ФСК Е. Севостьянов), начали военные действия против режима Дудаева.
3 сентября в обращении Правительства России к чеченскому народу в связи с обострением обстановки в Чечне Дудаеву предложено найти мужество и достоинство уйти в отставку (обращение воспринято как вмешательство во внутренние дела Ичкерии).
10-17 сентября гвардия Дудаева разгромила в Урус-Мартановском и Шалинском районах вооружённые формирования оппозиции.
17 сентября отряды сторонников Дудаева окружили с. Толстой-Юрт. 20 сентября У. Автурханов заявил, что мирные пути решения чеченской проблемы практически исчерпаны и что Временный совет имеет полное право «нанести по режиму Дудаева такой удар, чтобы он пал».
27 сентября вооружённые формирования Ичкерии неудачно атаковали оппозицию в Надтеречном районе, и одновременно отряды оппозиции со стороны Урус-Мартана совершили налёт на пригород Грозного Черноречье, ими был захвачен прокурор ЧРИ Усман Имаев.
28 сентября формирования ЧРИ отошли от с. Толстой Юрт. Пресс-служба Правительства РФ заявила, что нападение вооружённых формирований Дудаева на населённые пункты Надтеречного района означает окончательный отказ властей Ичкерии от мирного разрешения кризиса.
30 сентября «неопознанные» вертолёты, якобы принадлежащие оппозиции, обстреляли аэропорт «Северный» (уничтожено пять гражданских и два военных самолёта) и учебный авиационный центр в станице Калиновская.
13 октября вооружённые формирования Ичкерии атаковали базу отрядов оппозиции в районе села Гехи. 15 октября отряды оппозиции в свою очередь атаковали Грозный: Беслан Гантемиров — с юга, Умар Автурханов и Руслан Лабазанов — с севера; однако атакующие были остановлены. Основная масса населения Чечни занимает выжидательную позицию. Работает оппозиционный канал телевидения. Взяты под контроль восточная и северо-западная части Грозного.
16 октября отряды оппозиции отступили на исходные рубежи — в сёла Знаменское и Гехи. Силы чеченских сепаратистов снова взяли под контроль столицу и другие населённые пункты.
К ноябрю 1994 г. оппозиция отрезала Грозный от основной территории Чечни и фактически «заперла» Дудаева и его сторонников в столице.
3-9 ноября офицеры Управления ФСК по Чеченской Республике, действующего при Временном совете Чечни, с санкции Управления по борьбе с терроризмом (начальник — генерал-лейтенант А. П. Семенов) и Управления военной контрразведки (начальник — генерал-полковник А. А. Моляков) ФСК России вербуют в частях Московского округа танкистов. Отправкой военнослужащих на Кавказ, которую санкционирует начальник Генерального штаба генерал-полковник Михаил Колесников, руководит заместитель министра по делам национальностей Александр Котенков. К 16 ноября наемники прибывают в Моздок и ведут подготовку 40 танков к броску на Грозный.
17 ноября Временный совет Чечни начал подготовку своего последнего наступления на Грозный. Из Москвы в Моздок прилетела большая группа офицеров во главе с Михаилом Колесниковым, непосредственное руководство боевыми действиями было возложено на заместителя командира 8-го Волгоградского армейского корпуса Г. Н. Жукова.
23 ноября бывший министр химической и нефтеперерабатывающей промышленности СССР Саламбек Хаджиев возглавил пророссийское Правительство национального возрождения Чечни.
24 ноября происходит четвёртый, самый мощный налёт 9 вертолётов Вооружённых Сил Чечни на Грозный.
26 ноября 1994 российские СМИ объявили, что антидудаевская оппозиция, вооружённая всеми видами оружия вплоть до танков (5000 оппозиционеров плюс 85 российских солдат и 40 танков), вошла в Грозный. Штурм закончился полным провалом (потери штурмующих составили около 500 человек убитыми, около 40 танков). Среди пленных оказались военнослужащие Вооружённых Сил Российской Федерации, заявившие перед телекамерами, что служат в воинских частях, дислоцированных в Подмосковье.
Начиная с 27 ноября в Грозном корреспондентам телевизионных агентств показывали пленных, которые признавались, что они — российские военнослужащие, нанятые по контракту ФСК. Атака сил оппозиции на Грозный отбита и они отошли на исходные позиции в район села Толстой-Юрт.
28 ноября министр обороны России Павел Грачёв публично отрицает участие его подчинённых в штурме, назвав такую версию «бредом». Представители МВД и ФСК столь же уверенно отрицали свою причастность к событиям в Грозном.
29 ноября лидер чеченских сепаратистов Джохар Дудаев заявил, что пленных расстреляют, если российская сторона не признаёт их своими. Однако официальные лица России по-прежнему отказывались от них. Борис Ельцин обратился к участникам внутричеченского конфликта с требованием в течение 48 часов прекратить огонь и распустить все вооружённые формирования.
Особенности этнического состава защитников Грозного от штурма антидудаевской оппозиции отмечал бывший корреспондент газеты Верховного Совета Республики Беларусь «Народная газета» очевидец Александр Очеретний:

Тусовался народ в Грозном в основном на площади у Дворца президента. Там же, прямо на улице, разложив общую снедь на парапетах, в складчину обедали. Шашлык, кстати, жарили на «Вечном огне», у памятника советскому солдату, у которого (у солдата) гранатометным выстрелом была снесена голова. На площади я заметил здоровенного парня в камуфляже с эмблемой УНА-УНСО на рукаве. Познакомились. Сашко с явной неохотой отвечал на мои вопросы. Удалось выяснить только то, что, по его словам, на «стажировку» в Грозный приехало около двухсот украинских бойцов. Вооружили их на месте. (Кстати, во время новогоднего штурма Грозного этот Сашко самолично взял в плен семерых российских десантников-срочников.)

Там же я познакомился и с группой кубанских казаков, которые также приехали защищать город, но они скорее ряженых напоминали, чем бойцов — в национальных одеждах и при шашках. Среди потенциальных защитников было много выходцев с Кавказа, а также русских — граждан Чечни.
В той же статье Очеретний вспоминал, что значительную часть танкистов пленили, многих из побросавших оружие пехотинцев — тоже. Однако в плен брали только солдат и офицеров славянской внешности, попадавшихся же среди пленников чеченцев расстреливали на месте выстрелом в живот.
Через несколько дней здесь началась одна из самых кровопролитных войн на всём постсоветском пространстве, приведшая к массовым разрушениям и гибели тысяч мирных жителей и военнослужащих федеральных войск.
По опубликованным Госсоветом Чечни данным, с 1991 по 2005 год в Чечне погибли 160 тысяч человек, из которых только 30-40 тысяч были чеченцами. Большинство жертв конфликта — русские, также пострадали дагестанцы, ингуши и прочие народы, проживавшие в Чечне. Впоследствии глава Госсовета Чечни Таус Джабраилов отметил, что в число погибших им были включены все без вести пропавшие в Чечне, и что названные им цифры не могут считаться официальными, так как их нельзя подтвердить документально. Приведённые им данные ставились под сомнение газетой International Herald Tribune и радио Свободная Европа Есть и другие оценки потерь, зачастую кардинально расходящиеся между собой.
Так, Ахмед Закаев заявлял о гибели более 200 тысяч жителей Чечни разных национальностей.
По данным расследования историка и демографа Александра Бабёнышева, опубликованного в «Новой Газете» в конце 2005 года, боевые потери чеченской стороны составили около 8,5 тысяч мирных жителей и 16,5 тысяч боевиков, ещё приблизительно 40 тысяч составляют потери от ухудшения условий жизни. Примерно 7-10 тысяч гражданских лиц других национальностей. Потери Федеральных сил оцениваются как 12-15 тысяч солдат и офицеров.

## Первая чеченская война

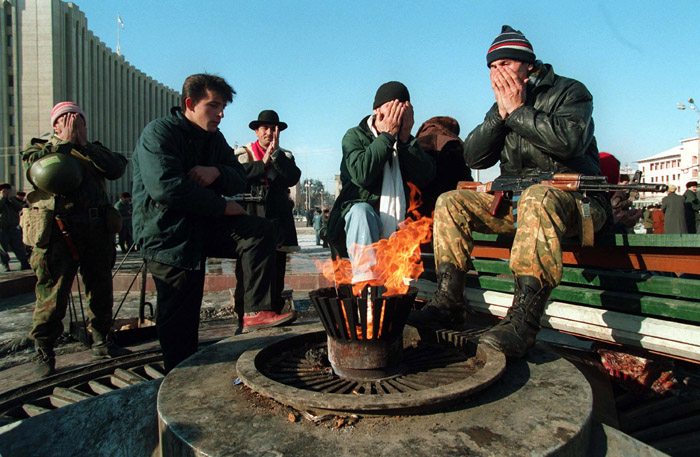
Дудаевцы читают молитву у Президентского дворца в Грозном, декабрь 1994 года. Фото Михаила Евстафьева

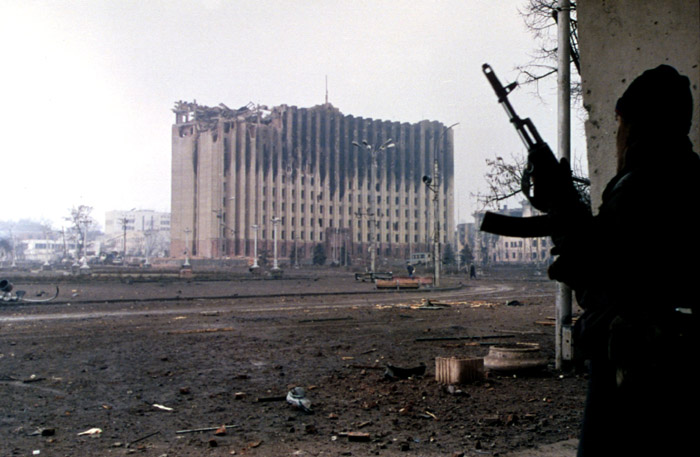
«Президентский дворец» в Грозном, январь 1995 года. Фото Михаила Евстафьева

В конце ноября 1994 года российское руководство приняло решение о проведении на территории Чеченской Республики открытой войсковой операции под предлогом «наведения конституционного порядка» (заседание Совета безопасности РФ 29 ноября, секретный указ Президента РФ от 30 ноября № 2137 «О мероприятиях по восстановлению конституционной законности и правопорядка на территории Чеченской Республики»).
Указ предусматривал осуществление мер чрезвычайного положения в Чечне, предоставлял особые — в том числе и не предусмотренные Конституцией и законами РФ — полномочия группе руководства действиями по разоружению и ликвидации вооружённых формирований.
Борис Ельцин выдвигает ультиматум — либо в Чечне прекращается кровопролитие, либо Россия будет вынуждена «пойти на крайние меры».
30 ноября Грачёв заявил, что «началась операция по принудительному перемещению в центральные регионы России офицеров российской армии, воюющих против Дудаева на стороне оппозиции». В тот же день в телефонном разговоре министра обороны РФ с Дудаевым была достигнута договорённость о «неприкосновенности российских граждан, захваченных в Чечне». Создана группа руководства действиями по разоружению бандформирований в Чечне в составе: Николая Егорова, Виктора Ерина, Павла Грачёва, Сергея Степашина, Анатолия Куликова, Сергея Юшенкова и других.
По распоряжению Павла Грачёва на границе с Чечнёй с 1 декабря была создана группировка из армейских частей, внутренних войск и спецподразделений (войска Северо-Кавказского военного округа были приведены в повышенную боевую готовность ещё в сентябре).
1 декабря 1994 был издан указ президента РФ «О некоторых мерах по укреплению правопорядка на Северном Кавказе», которым предписывалось всем лицам, незаконно владеющим оружием, добровольно сдать его к 15 декабря органам правопорядка России.
От имени Ельцина было заявлено, что для спасения «российских воинов» компетентные органы предпримут «все необходимые меры». Министерство обороны РФ, однако, направило в Государственную Думу письмо, в котором утверждалось, что люди, взятые в Чечне в плен, в российской армии не служат.
1-3 декабря бомбежки Грозного наблюдали в Грозном депутаты Государственной Думы от фракций «Выбор России» и «Яблоко». Они провели переговоры с Дудаевым. Была достигнута договорённость об освобождении пленных. Двоих вызволенных из плена депутаты вывезли в Москву, где их на пресс-конференции представил Сергей Юшенков.
2 декабря «Известия» опубликовали статью, в которой приводились документы, доказывающие, что пленённые в Грозном военнослужащие были наняты ФСК РФ, которая теперь была вынуждена признать свою причастность к этой операции.
3-6 декабря в Грозном побывала группа депутатов Государственной Думы РФ от ЛДПР во главе с Е. Ю. Логиновым. В результате встречи власти Ичкерии освободили ещё двоих пленных.
4 декабря парламент Конгресса народов Кавказа принял решение об оказании народами Северного Кавказа помощи Чечне в случае ввода российских войск.
5 декабря, после известия о планируемой войсковой операции в Грозный прибыли депутаты демократических фракций Государственной Думы РФ (Сергей Юшенков, Григорий Явлинский и другие). Они предложили Дудаеву в обмен на освобождение пленных самим остаться в Грозном, чтобы попытаться воспрепятствовать штурму. Предложение было отклонено, и 7 декабря им были переданы ещё семь пленных военнослужащих.
8 декабря состоялось закрытое заседание Государственной Думы РФ по поводу чеченских событий. Несмотря на внешнюю конфронтационность выступлений, их основная идея заключалась в том, что чеченский конфликт должен быть решен мирным путём. Дума приняла постановление «О ситуации в ЧР и мерах по её политическому урегулированию», согласно которому деятельность исполнительной власти по разрешению конфликта признана неудовлетворительной. Группа депутатов направила Ельцину телеграмму, в которой предупредила его об ответственности за кровопролитие в Чечне и потребовала публичного разъяснения своей позиции.
В Грозном Д.Дудаев передал семерых военнослужащих в руки полномочного представителя министра обороны РФ И.Чижа. В плену ещё оставались солдаты, в частности тяжело раненный Пришаков.
На Николая Егорова возложена обязанность по координации всех силовых структур по восстановлению правопорядка в Чечне.
9 декабря Б. Ельцин подписал указ «О мерах по пресечению деятельности незаконных вооруженных формирований на территории Чеченской Республики и в зоне осетино-ингушского конфликта». В тот же день Правительство РФ приняло постановление № 1360, предусматривающее использование Вооружённых Сил для проведении операции на территории Чеченской Республики.
С 9 декабря во Владикавказе начались переговоры между рабочими группами правительства РФ и правительства самопровозглашенной ЧРИ, однако утром 11 декабря, во время переговоров, начался ввод российских войск на территорию Чечни.
10 декабря Джохар Дудаев заявил, что готов пойти на свободные выборы в течение месяца без выставления своей кандидатуры, если Россия и мировое сообщество признают независимость республики.
11 декабря 1994, на основании указа президента РФ Бориса Ельцина от 09.12.1994 № 2166 «О мерах по пресечению деятельности незаконных вооружённых формирований на территории Чеченской Республики» подразделения Минобороны и МВД России вошли на территорию Чечни.
14 декабря передано Обращение Правительства РФ к участникам внутричеченского конфликта с призывом сложить оружие. Переговоры были приостановлены после того, как российская сторона потребовала от чеченской делегации подписать документ, в соответствии с которым Чечня признавала себя субъектом Российской Федерации.
17 декабря указом Президента РФ было создано Территориальное управление федеральных исполнительных органов власти в Чеченской Республике.
23 декабря Госдума приняла заявление с требованием незамедлительно ввести мораторий на боевые действия в Чечне и приступить к переговорам, а также обращение с выражением соболезнования родственникам и близким погибших.

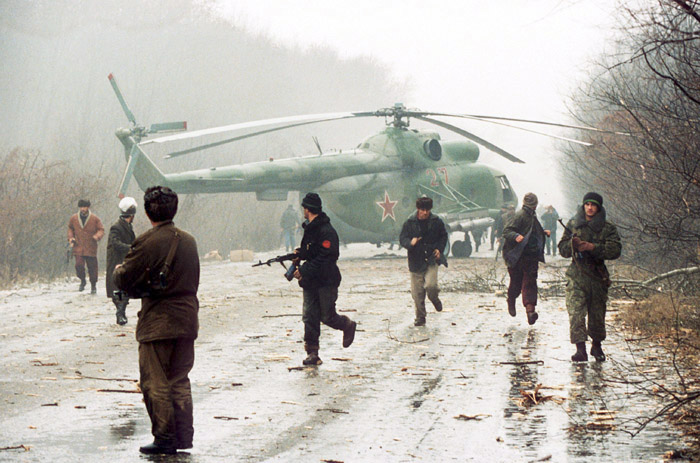
Вертолёт, сбитый чеченскими боевиками, декабрь 1994 г. Фото Михаила Евстафьева

В общей сложности на операцию было мобилизовано примерно 40 тыс.чел., из местного военного округа, из Пскова, с Волги, из Уральского ВО, из Хабаровска, Казани, со всех флотов. Экспедиционная группа была составлена из малых подразделений.

Чеченские НВО, по квалифицированным оценкам, насчитывали на тот момент от 11-12 до 15 тыс. чел. На стороне Дудаева воевало более 5000 наёмников из 14 государств ближнего и дальнего зарубежья (в том числе из Афганистана, Пакистана, Турции, Боснии, Прибалтики, Грузии, Украины, Азербайджана, Иордании, Таджикистана и русские наёмники). По тем же данным почти половина наёмников были выходцами из Грузии, Азербайджана, Дагестана, 700 человек из Афганистана, по 200 — из Балтии (включая женщин) и Турции, 150 с Украины (многие из УНА-УНСО), 100 — выходцы из арабских стран, средний оклад наёмника составлял от 200 до 800 долларов в день плюс бонусы (800 за убитого офицера, 600 за солдата, 1200 за выведенную из строя бронетехнику), а в середине декабря оценивали оклад наёмника в 800—1000 долларов, также проводились дополнительные выплаты за выполненную работу. «Российская газета» писала: 
«Внутренний российский, вернее, чеченский рынок несколько дороже. Самая оплачиваемая профессия — снайпер. У него солдат оценивается в 50 долларов, офицер — в 200. Подрыв любой бронетехники стоит примерно 600 долларов. За подбитый самолёт или вертолёт можно купить дом. Часто даже не в Чечне». В ходе чеченских кампаний боевики старались в первую очередь уничтожить служебных собак, на которых тогда была объявлена настоящая охота. За каждого убитого пса главари бандгрупп выплачивали до пяти тысяч долларов — как за подбитый танк или БТР.
 Заявлялось об ополченцах, воевавших по идейным соображениям (например, солдатах УНА-УНСО) и воевавших под угрозами (многие русские и представительницы мифических «белых колготок»).
«Дудаевцы» имели на вооружении значительное количество тяжёлого вооружения и техники. Только в 1991—1992 гг. ими было захвачено на военных складах и базах хранения 42 танка Т-62 и Т-72, 34 БМП-1 и БМП-2, 30 БТР-70 и БРДМ, 44 МТ-ЛБ, 139 артиллерийских систем (в том числе 30 САУ 2С1, 2С3 и гаубиц Д-30), 18 100-мм противотанковых пушек МТ-12, 5 ЗРК, 25 зенитных установок, 18 РСЗО «Град». Имелись у боевиков и две пусковые установки ОТР «Луна-М», правда, без ракет и в неисправном состоянии. На четырёх аэродромах республики (Ханкала, Калиновская, Грозный-Северный и Катаяма) базировалось большое количество учебно-боевых самолётов, оставленных Армавирским военно-авиационным училищем: 111 L-39, 149 L-29, 3 МиГ-17, 2 МиГ-15УТИ, а также 6 самолётов Ан-2 и 2 вертолёта Ми-8.
К декабрю 1994 года в ВС Ичкерии было сформировано две бригады, 7 отдельных полков и три батальона. Президентская гвардия состояла из 2 тыс. человек, подразделения чеченского МВД и Департамента госбезопасности — 3,5 тыс. служащих. Ещё до 40 тысяч человек состояли в ополчении. Широко применялись для ведения боевых действий и оказания помощи боевикам «мирные» жители, особенно чеченские подростки.
Ситуация осложнялась тем, что на руководство России оказывали давление лидеры западных стран, в первую очередь США, требуя решить конфликт исключительно мирным путём.
Армия вошла в Чеченскую республику с трёх направлений 11 декабря в 7 часов утра с целью блокировать Грозный и затем постепенно разоружать фракции; предполагалось окружить город в течение первых трёх дней, а потом принудить противника выбираться из него на юг, далее в течение 4-10 дней занять Грозный без борьбы, а потом некоторое время чистить горы. Первыми следовали десантники и спецназовцы, затем армия, потом МВД, а Ми-24 и Су-25 прикрывали колонны с воздуха.
Полковник ФСБ в отставке, депутат Государственной Думы, Герой России Сергей Шаврин, в 1994 году руководивший группой Управления специальных операций ФСБ, которая, по замыслу командования, должна была захватить дворец Дудаева, вспоминал следующее:

Нас подняли по тревоге, как я уже говорил, 2 декабря. А, надо сказать, на самом верху в это время царила страшная неразбериха. Не все, как мы потом узнали, разделяли идею наводить конституционный порядок на территории собственной страны при помощи танков. Если помните, некоторые из высоких военных начальников тогда подали в отставку. Но тем не менее 11 декабря всей собранной группировке зачитали указ президента о начале мероприятий по наведению конституционного порядка в Чечне. А на следующий день колонны танков и боевой техники двинулись в Чеченскую Республику.

Сначала шли мирно. Но как только вступили на территорию Ингушетии, в нашу броню полетели бутылки с зажигательной смесью, да и пули тоже. Но даже там, где обходилось без огня, местные жители перекрывали дороги, пытались колонну остановить. Через всё это мы продирались долго, до самого 31 декабря. 
20-21 декабря начались бои на подступах к Грозному.
В 5 утра 22 декабря начался обстрел Грозного, но только 24 числа стали с самолётов разбрасывать листовки с объяснениями для русского населения, которое полагало, что войска идут их освобождать и потому не рвалось покинуть города и укрыться в сельской местности, где, к тому же, у многих не было родственников. Хотя военные требовали ещё две недели на подготовку, 26 декабря на Совете безопасности было решено штурмовать и поскорее.
23 декабря Госдума приняла заявление с требованием незамедлительно ввести мораторий на боевые действия в Чечне и приступить к переговорам, а также обращение с выражением соболезнования родственникам и близким погибших.
В Новогоднюю ночь штурм начался. Согласно изначальному плану, наступление полагалось провести с трёх сторон. Авиационная поддержка обеспечена не была, и в любом случае 1-2 января была скверная погода. Карты были только мелкомасштабные (1:50 тыс. или даже 1:100 тыс.), и точных указаний, что будет, командирам не дали. Более того, танкистам не выдали патронов для пулемётов, чтобы отвечать огнём на атаки сверху, из зоны вне досягаемости пушек, не объяснили, что делать и кому они подчиняются, некоторые машины для удобства несуществующей авиаподдержки покрасили по крышам белыми полосами, так что противнику было легче целиться. Западная и восточная группа двигаться к центру города не стали, так что северная (131-я мсб и 81-й мсп) практически не встречая сопротивления вошла в центр в одиночку, направляясь к железнодорожному вокзалу. Заняв вокзал, командир 131-й бригады полковник Иван Савин разместил свою технику на прилегающей улице как резерв. После подбития первого и последнего танка колонна оказалась взаперти, и не могла отбиваться, поскольку пулемётами и артиллерией не доставала ни верхние этажи, ни подвалы, где и гнездился противник. Данные о потерях сильно разнятся, но ясно, что они были велики, как в живой силе, так и в технике. 106-ю и 76-ю дивизии отрядили на помощь уже уничтоженным частям поутру, но успеха они не добились.
3 января началось новое наступление, путём захвата города поквартально с предварительными авиаударами и артподготовкой.
19 января 1995 федеральные войска взяли Президентский дворец, после чего основные силы дудаевцев отошли в южные районы Чечни (батальон Ш. Басаева держал оборону в пригороде Грозного пос. Черноречье до начала марта 1995 года).
К 22 февраля 1995 российская армия установила контроль над Грозным и начала продвижение в южные районы Чечни, в конце марта взяты штурмом Шали, Аргун и Гудермес.
После захвата Грозного федеральными войсками на территории Чечни стали действовать республиканские органы власти, признанные российским руководством: Временный Совет и Правительство национального возрождения Чеченской Республики.
В качестве временного органа законодательной власти Чечни действовал Комитет национального согласия (КНС), созданный в конце января 1995 года в результате консультаций премьер-министра РФ В. Черномырдина с лидерами чеченской оппозиции и представителями чеченской диаспоры. КНС был утвержден указом Ельцина от 27 января 1995 года.
С апреля 1995 года формирования Д. Дудаева, по оценкам военных экспертов, фактически трансформировались в небольшие самостоятельные партизанские отряды.
7-8 апреля федеральные войска провели операцию в с. Самашки, сопровождавшуюся многочисленными жертвами среди мирного населения.
10 апреля федеральными войсками были взяты райцентр Ачхой-Мартан и с. Закан-Юрт.
15-18 апреля федеральные войска пытались захватить с. Бамут (Ачхой-Мартановский район), однако были отброшены боевиками.
К концу апреля 1995 года федеральные войска фактически взяли под своей контроль всю равнинную часть Чечни, а на ряде направлений вклинились в предгорные районы.
26 апреля под давлением протестов со стороны российской и международной общественности президент РФ объявил мораторий на военные действия в Чечне с 28 апреля по 12 мая. Фактически мораторий нарушался обеими сторонами.
12 мая федеральные силы начали широкое наступление в предгорных районах, на веденском, шатойском и агиштынском направлениях.
3 июня федеральные войска овладели райцентром Ведено, который являлся важным опорным пунктом сторонников Дудаева.
13-14 июня федеральные войска захватили райцентр Шатой, который после отступления формирований Дудаева из Грозного являлся столицей Чеченской Республики Ичкерии.
14 июня был захвачен райцентр Ножай-Юрт.
В ходе военных действий с 11 декабря 1994 года по 14 июня 1995 года (6 месяцев) федеральными войсками была захвачена практически вся территория Чечни за исключением труднодоступных высокогорных районов на юге и юго-востоке республики.
К лету 1995 года дудаевские вооружённые формирования находились на грани разгрома. Однако произошло событие, резко изменившее ход боевых действий: 14 июня 1995 года состоялся рейд отряда боевиков под командованием Шамиля Басаева на город Будённовск (Ставропольский край), сопровождавшийся массовым захватом заложников в городе. Эта акция привела к гибели 150 мирных граждан. После теракта в Будённовске начались переговоры российских властей с дудаевскими представителями. Эти переговоры парализовали действия российских силовиков и способствовали полной утрате победы над сепаратистами. Воспользовавшись передышкой, дудаевские боевики вновь стали проникать в населённые пункты Чечни. За лето-осень 1995 года боевиками были убиты несколько десятков строителей, приехавших восстанавливать объекты в Чечне. В то же время в Грозном были совершены покушения на командующего Объединённой группировкой федеральных войск в Чечне Анатолия Романова и секретаря Совбеза РФ Олега Лобова.
30 июля в Грозном было подписано Соглашение по мирному урегулированию ситуации в Чечни (по блоку военных вопросов), которое предусматривало прекращение боевых действий, освобождение насильственно удерживаемых лиц, разоружение и поэтапный вывод войск из республики. 1 августа президент Д. Дудаев высказал неудовлетворенность подписанными документами. 2 августа У. Имаев был отстранен от руководства правительственной делегацией, которую возглавил министр образования самопровозглашенной Чеченской Республики Ичкерии Хож-Ахмед Яриханов.
В августе-сентябре 1995 года основными руководителями российско-чеченских переговоров стали командующий Объединённой группировкой российских войск в Чеченской Республике генерал Анатолий Романов и начальник Главного штаба Вооружённых сил Ичкерии генерал Аслан Масхадов, возглавившие Специальную наблюдательную комиссию (СНК), созданную для контроля за соблюдением соглашения по блоку военных вопросов.
В начале октября 1995 года председатель Правительства национального возрождения Чечни Саламбек Хаджиев под давлением федерального руководства подал в отставку. Председателем правительства Чеченской Республики был назначен бывший председатель Верховного Совета Чечено-Ингушской АССР Доку Завгаев, являвшийся в то время работником Администрации Президента РФ.
Руководители Координационной группы бывшего Верховного Совета ЧИАССР (в состав которой вошли депутаты распущенного в сентябре 1991 года Верховного Совета автономной республики, избранные от районов Чечни) инициировали собрание депутатов, которое 7 октября приняло решение о восстановлении деятельности бывшего Верховного Совета упразднённой Чечено-Ингушетии. Таким образом, в Чечне был создан второй орган законодательной власти — наряду с Комитетом национального согласия.
После фактического срыва консультаций по блоку политических вопросов, возобновления локальных столкновений и покушения на генерала А. Романова российско-чеченские переговоры зашли в тупик.
16-17 декабря в Чечне состоялись выборы Главы республики, в ходе которых Доку Завгаев, по официальным данным, получил 303,2 тыс. голосов или 96,4 % голосов избирателей, принявших участие в голосовании (позже сторонники Дудаева, а также российские и международные наблюдатели оспорили итоги выборов).
К декабрю 1995 года пророссийская администрация Завгаева в основном сформировалась.
Проведение выборов Главы Чеченской Республики в декабре 1995 года и возобновление активных боевых действий в юго-восточной Чечне в январе-феврале 1996 года ознаменовали завершение первого этапа переговорного процесса.
9 января 1996 года отряд Салмана Радуева совершил нападение на город Кизляр (Дагестан). Совершив нападение на вертолётную базу, отряд отступил в город и занял здание больницы. Были захвачены в заложники жители ближайших домов (всего свыше 3000 человек, среди которых было много женщин и детей). В результате террористической атаки погибло 25 мирных граждан.
31 марта 1996 года Борис Ельцин выступил с новой программой урегулирования конфликта в Чечне. Согласно плану с 24 часов 31 марта все войсковые операции в Чечне должны были быть прекращены (фактически военные действия возобновились уже на следующий день — 1 апреля, российская сторона стала именовать действия федеральных войск «специальными операциями»). Предполагалось начать поэтапный вывод федеральных войск на административные границы Чеченской Республики, созвать мирный политический форум, провести свободные демократические выборы и т. д. Для реализации программы были созданы Государственная комиссия РФ по урегулированию кризиса в Чечне во главе с премьер-министром Виктором Черномырдиным и Рабочая группа при Президенте РФ по завершению боевых действий и урегулированию ситуации в Чечне во главе с советником президента Э. Паиным.
В апреле председателем Правительства Чеченской Республики был назначен генерал Николай Кошман, бывший зам. командующего железнодорожными войсками РФ.
21 апреля Джохар Дудаев был убит в результате ракетного удара, наведённого на сигнал его спутникового телефона.
27 апреля 1996 совет чеченских «полевых командиров» возложил исполнение обязанностей президента ЧРИ на вице-президента Зелимхана Яндарбиева.
Несмотря на подавляющее превосходство в живой силе, вооружении и воздушной поддержке, федеральные войска не смогли установить эффективный контроль над многими районами Чечни. Сказались слабость и нерешительность как политического, так и военного руководства России. Необустроенность российских границ на Кавказе приводила к тому, что сепаратисты получали постоянную «подпитку» из-за рубежа финансовыми средствами, вооружением, боеприпасами, добровольцами, инструкторами, прошедшими подготовку, в частности, в Афганистане. Средства поступали и от чеченцев, проживающих в других районах России, от чеченских организованных преступных группировок. В горных районах были созданы многочисленные базы, учебные лагеря, тайники с оружием, медикаментами и боеприпасами. Раненых боевиков вывозили на лечение за рубеж.
Серьёзные потери, которые понесли федеральные войска в Чечне, недостаточное боевое и тыловое обеспечение (некоторым подразделениям не доставалось еды по 6-8 дней), враждебность местного населения и непрекращающиеся нападения со стороны боевиков привели к падению морального духа личного состава. Российское государство потерпело поражение в пропагандистской войне. Общественное мнение России оказалось в целом настроено против продолжения боевых действий.
Хотя официально новое руководство Ичкерии заявило о прекращении переговоров с российской стороной до наказания виновных в гибели Дудаева, в течение мая между представителями РФ и Ичкерии продолжались негласные консультации. 27 мая 1996 Борис Ельцин впервые встретился с представителями Чеченской Республики Ичкерия (ЧРИ). С чеченской стороны в переговорах участвовали Зелимхан Яндарбиев, Саид-Хасан Абумуслимов, Мовлади Удугов, полевой командир Ахмед Закаев и политический советник и. о. президента ЧРИ Хож-Ахмед Яриханов. В российскую делегацию вошли Ельцин, Виктор Черномырдин, глава Чечни Доку Завгаев, министр по делам национальностей Вячеслав Михайлов, министр внутренних дел России Анатолий Куликов, секретарь Совета безопасности России и полномочный представитель Президента России в Чечне Олег Лобов. Итогом этой встречи стало подписание Договорённости о прекращении огня, боевых действий и мерах по урегулированию вооружённого конфликта на территории Чечни.
На следующий день руководители российской и чеченской делегаций В. Михайлов и Х.-А. Яриханов подписали Протокол по вопросу урегулирования вооружённого конфликта на территории Чечни.
Попытки заключить мир уже производились — к определённым датам — в мае 1995 к полувековому юбилею победы в Великой Отечественной войне, в июне 1995 к саммиту Большой Семёрки, в 1996 к выборам. На сей раз результатом переговоров стало подписание соглашения «О прекращении боевых действий в Чечне с 1 июня». В течение 2 недель после подписания документа (до 10 июня) должны были получить свободу все пленные и заложники. Договорённость об этом в присутствии Бориса Ельцина подписали Виктор Черномырдин и Зелимхан Яндарбиев, а также представители миссии ОБСЕ.
На следующий день Борис Ельцин посетил Чечню. До его возвращения Яндарбиев оставался в Москве.
Летом 1996 в России состоялись президентские выборы.
6-10 июня в Назрани встречались российская и чеченская комиссии по переговорам, которые возглавляли В. Михайлов и А. Масхадов. В итоге были подписаны Протокол заседания комиссий по переговорам и Протокол заседания рабочих групп по розыску пропавших без вести и освобождению насильственно удерживаемых лиц. Стороны согласились в целях реализации московских договорённостей исключить использование любых типов вооружений в боевых целях (в том числе артиллерийские обстрелы и бомбардировки с воздуха), запретить проведение любых войсковых операций и атак (в том числе «специальных операций»), а также теракты и диверсии, захват и блокирование населённых пунктов, военных объектов и дорог, похищение и захват заложников и прочее. До 7 июля предусматривалось ликвидировать блок-посты, а до конца августа 1996 года — завершить вывод федеральных войск с территории Чечни. Комиссии договорились, что в Чечне будут проведены свободные демократические выборы с участием всех реальных политических сил при международном контроле по завершению вывода российских войск с территории Чечни и её демилитаризации.
16 июня в Чеченской Республике состоялись выборы депутатов Народного собрания (Парламента). Созданное Народное собрание состояло из двух палат: Палаты Представителей (председатель — Амин Осмаев) и Законодательной палаты (председатель — бывший премьер Временного Совета Али Алавдинов).
18 июня 1996 года генерал Александр Лебедь был назначен на пост секретаря Совета безопасности РФ и в этом качестве возглавил российскую делегацию на переговорах с чеченскими сепаратистами в Хасавюрте.
В начале июля назрановские договорённости оказались сорваны. Формальным поводом к возобновлению военных действий стал ультиматум генерала В. Тихомирова 11 июля об освобождении чеченской стороной в одностороннем порядке всех пленных и заложников. На следующий день федеральное командование начало широкую военную операцию против боевиков в Шатойском районе, предприняв попытку захватить Шатойскую котловину и предгорную зону для дальнейшего наступления на горные районы, где находились основные силы сепаратистов.
Утром 6 августа вооружённые формирования сепаратистов под командованием Ш. Басаева вошли в Грозный и вступили в столкновения с подразделениями федеральной армии. 6 августа отряды сторонников независимости также взяли под свой контроль города Аргун и Гудермес. К 8 августа боевики контролировали основную часть столицы Чечни, осуществив первый этап разработанной Главным штабом Ичкерии операции «Нулевой вариант» (позже названа операцией «Джихад»).
15 августа в ходе переговоров секретаря Совета безопасности РФ А. Лебедя с руководством сепаратистов было достигнуто соглашение о прекращении огня, однако фактически в Грозном продолжались локальные столкновения.
22 августа на переговорах Лебедя с А. Масхадовым в Новых Атагах была достигнута договорённость о «частичном» отводе федеральных войск и о создании совместных комендатур. Фактически власть в Грозном и на всей территории Чечни стала переходить в руки сепаратистов.
31 августа 1996 года были заключены Хасавюртовские соглашения между РФ и ЧРИ, по которым решение вопроса о статусе ЧРИ было отложено до 2001 года. Предполагался также обмен пленными по принципу «всех на всех», по поводу которого были заявления правозащитников, что «это условие не соблюдалось чеченцами».

## Межвоенное время

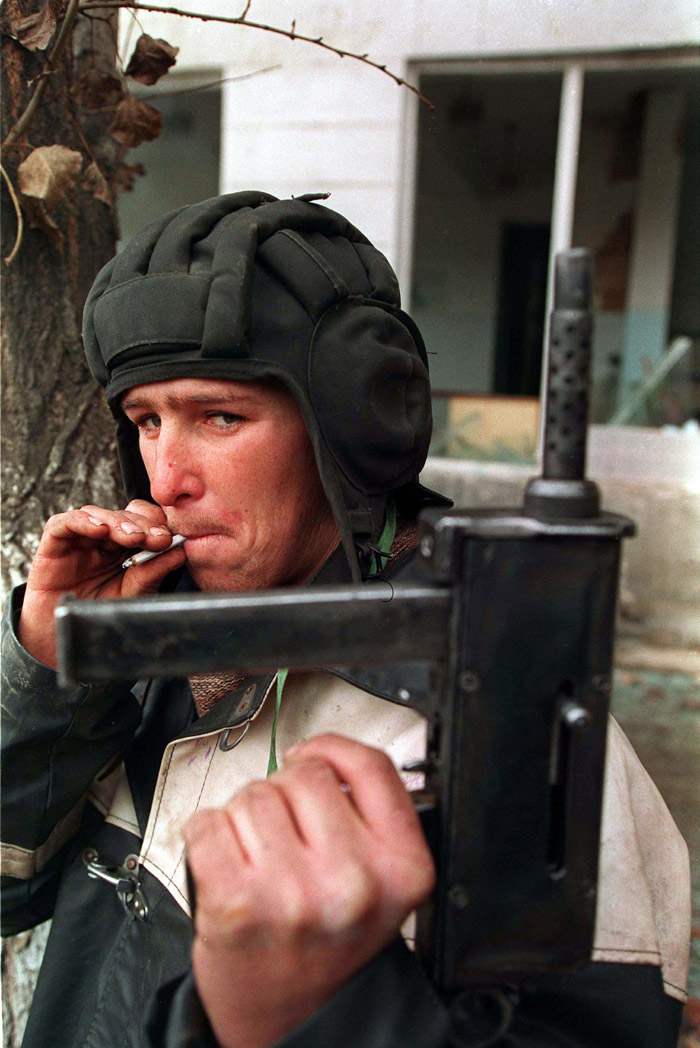
Чеченский боевик с самодельным оружием (пистолет-пулемёт «Борз»). Фото Михаила Евстафьева

После подписания Хасавюртовских соглашений мира и спокойствия в Чечне и прилегающих к ней регионах не наступило.
6 сентября 1996 в газете «Ичкерия» был опубликован предполагаемый Уголовный кодекс Чеченской Республики Ичкерия, являвшийся точной копией Уголовного кодекса Судана. Начальник Управления по надзору за исполнением законов на территории Чеченской Республики Главного управления Генпрокуратуры Российской Федерации на Северном Кавказе, исполняющий обязанности прокурора Чеченской Республики Игорь Иванович Киселёв заявлял о подлинности документа, в то же время глава Конституционного суда Чечни в 1993—1998 годах Ихван Гериханов назвал документ неубедительной подделкой.
В ноябре 1996 года Государственный совет обороны и Парламент Ичкерии назначили выборы президента и Парламента самопровозглашенной республики на январь 1997 года.
В январе-феврале 1997 года Правительство Ичкерии возглавлял полевой командир Руслан Гелаев.
27 января 1997 президентом ЧРИ был избран Аслан Масхадов, получивший 59,1 % голосов избирателей, принимавших участие в выборах. Большое количество голосов получил полевой командир Ш. Басаев (23,5 %). Третье, четвёртое и пятое места заняли, соответственно, З. Яндарбиев, М. Удугов и А. Закаев. За остальных претендентов голосовали незначительное число избирателей (десятые и сотые доли процента).
Чеченские криминальные структуры безнаказанно делали бизнес на массовых похищениях людей, захвате заложников (в том числе официальных российских представителей, работающих в Чечне), хищениях нефти из нефтепроводов и нефтяных скважин, производстве и контрабанде наркотиков, выпуске и распространении фальшивых денежных купюр, терактах и нападениях на соседние российские регионы.
После гибели Дудаева в республике стало усиливаться влияние право-радикальных экстремистов, лозунг создания национального государства был заменен на построение теократической исламской республики на Северном Кавказе. На территории Чеченской Республики Ичкерия были созданы лагеря для обучения боевиков — молодых людей из регионов России, традиционно населённых мусульманами. Сюда направлялись из-за рубежа инструкторы по минно-подрывному делу, специалисты по партизанской войне и ваххабитские проповедники. Значительную роль в жизни ЧРИ стали играть многочисленные арабские наёмники. Главной их целью стала дестабилизация положения в соседних с Чечнёй российских регионах и распространение идей сепаратизма на северокавказские республики (в первую очередь Дагестан, Карачаево-Черкесия, Кабардино-Балкария).
23 апреля 1997 года взорвана бомба в здании железнодорожного вокзала на станции Армавир (Краснодарский край), 28 апреля 1997 года — бомба на втором этаже здания вокзала станции Пятигорск (Ставропольский край).
В 1998 банда полевого командира Хаттаба произвела несколько нападений на российских военнослужащих в Дагестане.
19 июня 1998 года президент Ичкерии Аслан Масхадов после столкновений между своими сторонниками и религиозными экстремистами в Гудермесском районе объявил ваххабизм в ЧРИ вне закона. Был выпущен указ о запрете всех проповедующих данное учение общественно-политических организаций, в том числе ряда работавших в Чечне саудовских и кувейтских религиозных фондов. Однако реализовать запрет не удалось, так как экстремистов поддержали Шамиль Басаев и Зелимхан Яндарбиев.
19 марта 1999 был осуществлён взрыв на Центральном рынке Владикавказа, результатом которого были многочисленные человеческие жертвы.
В августе 1999 с территории ЧРИ отряды полевых командиров Шамиля Басаева и Хаттаба вторглись на территорию Дагестана. Ожесточённые бои продолжались свыше трёх недель. Официальное правительство ЧРИ, неспособное контролировать действия различных вооружённых группировок на территории Чечни, отмежевалось от действий Шамиля Басаева, но практических действий против него не предприняло.
После разгрома отрядов Шамиля Басаева и Хаттаба российские федеральные войска, продолжая их преследование, были введены в ЧРИ. Началась вторая чеченская кампания.
Руководители сепаратистов не раз заявляли о намерении перенести войну на российскую территорию. Поэтому, когда с началом второй чеченской кампании произошла серия подрывов многоэтажных жилых домов в Москве (9 и 13 сентября 1999 г.) и Волгодонске (16 сентября 1999 г.), эти преступления потрясли Россию и мир. Первые данные расследования этих взрывов показали, что теракты организованы карачаевскими и дагестанскими ваххабитами, которые были связаны с арабскими наёмниками, осуществившими нападение на Дагестан. Теракты способствовали появлению массового убеждения, что за ними стоят чеченские сепаратисты.

## Вторая чеченская война
Началась в 1999 году и фактически длилась по 2009 год. Наиболее активная боевая фаза пришлась на сентябрь 1999 — апрель 2000 годов.

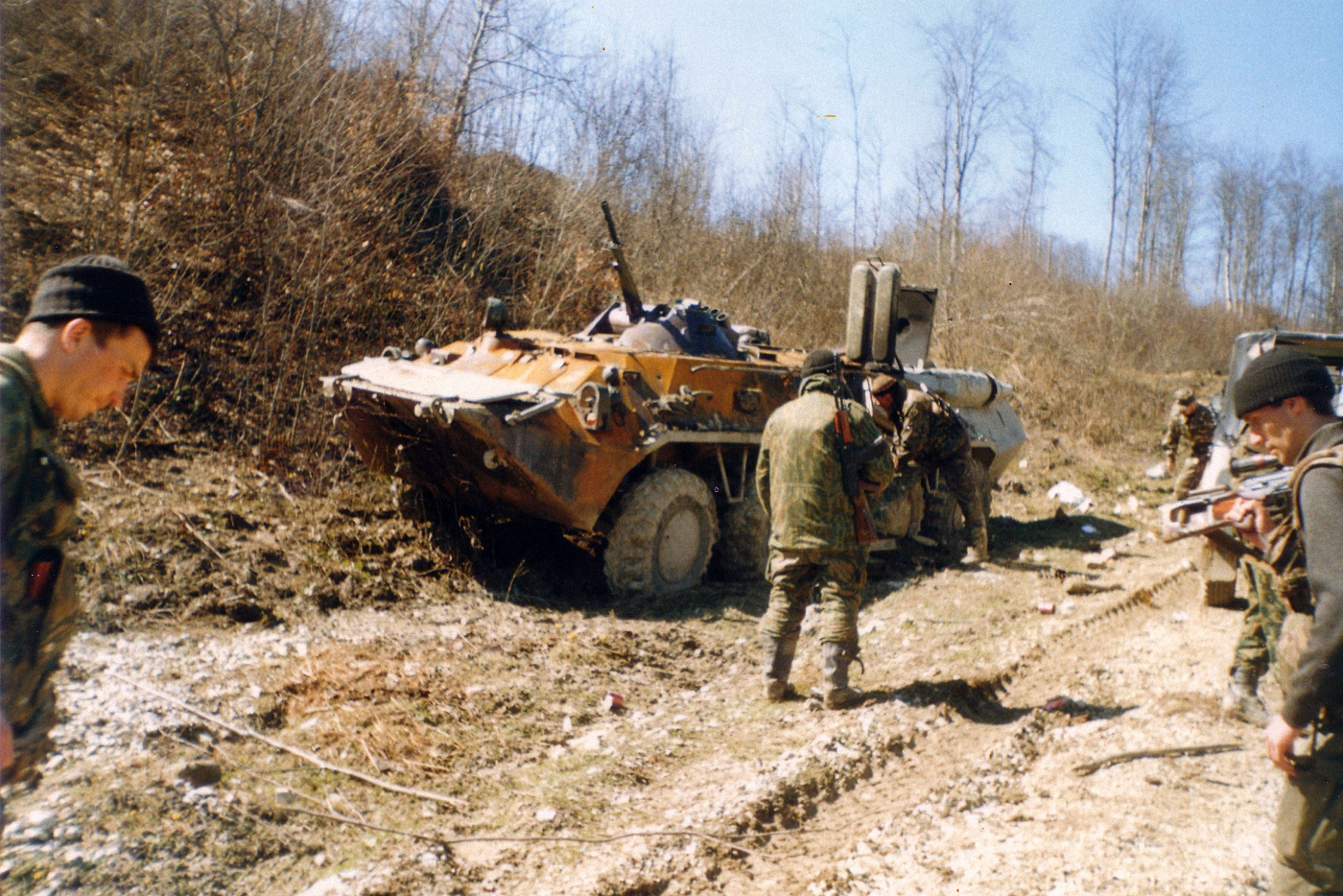
Российский БТР, подбитый чеченскими боевиками в бою у Жани-Ведено, март 2000 года

С началом Второй чеченской войны была сформирована пророссийская администрация Чеченской Республики. Возглавил её муфтий Ахмат Кадыров, перешедший на сторону России. В 2003 году была принята новая Конституция республики, согласно которой Чечня являлась субъектом Российской Федерации. В этом же году состоялись президентские выборы, победу на которых одержал Ахмат Кадыров.
9 мая 2004 Кадыров-старший погиб в результате теракта. Его преемником стал Алу Алханов.
8 марта 2005 президент самопровозглашённой Ичкерии Аслан Масхадов был уничтожен в ходе спецоперации.
17 июня 2006 президент самопровозглашённой Ичкерии Абдул-Халим Садулаев был убит в результате спецоперации, проведённой российским ФСБ и чеченским спецназом в городе Аргун. Полномочия президента Ичкерии перешли к вице-президенту Докке Умарову. Его заместителем стал Шамиль Басаев.
10 июля 2006 Шамиль Басаев был убит в результате взрыва сопровождаемого им грузовика со взрывчаткой. По версии ФСБ, взрыв стал следствием спецоперации, хотя источники, связанные с чеченскими сепаратистами, склонны утверждать о случайности и неосторожном обращении со взрывчаткой.
15 февраля 2007 года Алу Алханов ушёл с поста президента (формально по собственному желанию). Обязанности президента возложены на премьера Рамзана Кадырова (младшего сына Ахмада Кадырова), который командует республиканскими силовыми структурами.
В то же время на территории республики и соседних регионов сохранялась диверсионная активность боевиков.
16 апреля 2009 года в Чеченской Республике официально отменён режим контртеррористической операции.

## Борьба с терроризмом на Северном Кавказе
Боевые столкновения, теракты и полицейские операции происходили не только на территории Чечни, но и на территории Ингушетии, Дагестана, и Кабардино-Балкарии. На отдельных территориях неоднократно временно вводился режим КТО.
В сентябре 2009 года глава МВД России Рашид Нургалиев заявил что за 2009 год на Северном Кавказе было нейтрализовано более 700 боевиков. Глава ФСБ Александр Бортников заявил, что на Северном Кавказе в 2009 году задержаны почти 800 боевиков и их пособников.
Общее снижение числа жертв конфликта в 2013—2014 годах прошло одновременно с эскалацией конфликта в Сирии и оттоком части радикально настроенной молодёжи в эту страну.
К концу 2014 года Национальный антитеррористический комитет сообщал о практически полной ликвидации террористического подполья. «Речь о каком-то системно организованном сопротивлении давно уже не шла. Структуры управления были потеряны, когда ранее были ликвидированы большинство лидеров и активных участников. И объявленный в Дагестане филиал ИГ и „Имарат Кавказ“ не проявляли себя какими-либо акциями или обращениями в последнее время».
В декабре 2017 года директор ФСБ Александр Бортников заявил об окончательной ликвидации террористического подполья на Северном Кавказе. Однако и дальше на Кавказе продолжались поиски отдельных бандгрупп и лиц, пытавшихся выжить при крайне неблагоприятных обстоятельствах. Постепенно их вылавливали или уничтожали спецслужбы.
Последнюю активную группу сепаратистов, которая состояла из шести человек, чеченская полиция уничтожила 20 января 2021 года близ села Катар-Юрт.